# Susan Downey
Susan Downey, née Susan Nicole Levin est une productrice de cinéma américaine née le 6 novembre 1973 à Schaumburg (Illinois). Jusqu'en février 2009, elle était la Co-Présidente de Dark Castle Entertainment et la vice-présidente exécutive chargée des productions chez Silver Pictures, l'entreprise du producteur Joel Silver. Plus récemment, elle a fondé avec son mari, l'acteur américain Robert Downey Jr., l'entreprise de production cinématographique Team Downey.

## Biographie et carrière
Susan est née à Schaumburg dans l'Illinois aux États-Unis dans une famille de confession juive,. Elle est la fille de Rosie et Elliott Levin. Dès l'âge de 12 ans, Susan Levin s'intéresse à l'industrie cinématographique. Elle est diplômée de la Schaumburg High School en tant que « class valedictorian ».
Elle commence sa carrière en 1995 et c'est en 1999 qu'elle est engagée dans l'équipe de la société de production Silver Pictures, dirigé par Joel Silver. Après avoir été productrice déléguée pour le film Le Vaisseau de l'angoisse, elle est créditée pour la première fois avec le film Gothika, de Mathieu Kassovitz, en 2004, suivi de l'année suivante de La Maison de cire.
Elle a produit pour Dark Castle des films comme À vif, RocknRolla et Whiteout en autres.
De 2005 jusqu'à février 2009, elle a été vice-présidente de la production chez Silver Pictures, société de production de Joel Silver, mais a depuis démissionné afin de travailler plus étroitement avec son mari, l'acteur Robert Downey, Jr. Le couple a formé sa propre maison de production intitulé Team Downey.

### Vie privée
Susan Levin est de confession juive,, comme son mari l'acteur américain Robert Downey Jr. Elle l'a rencontré sur le tournage de Gothika et ils ont travaillé ensemble à cinq reprises. Le couple s'est marié religieusement en août 2005 à Amagansett (New York),.
Elle a accouché de leur premier enfant le 7 février 2012 à 7h24 à Los Angeles. Il s'agit d'un petit garçon prénommé Exton Elias Downey. Robert Downey Jr. a fait part de la naissance de son fils et de la seconde grossesse de sa femme (une fille cette fois) via son compte Twitter. Robert Downey Jr. annonce sur Facebook la naissance de sa fille Avri Roel Downey le 4 novembre 2014 à 3 heures 22.

## Filmographie

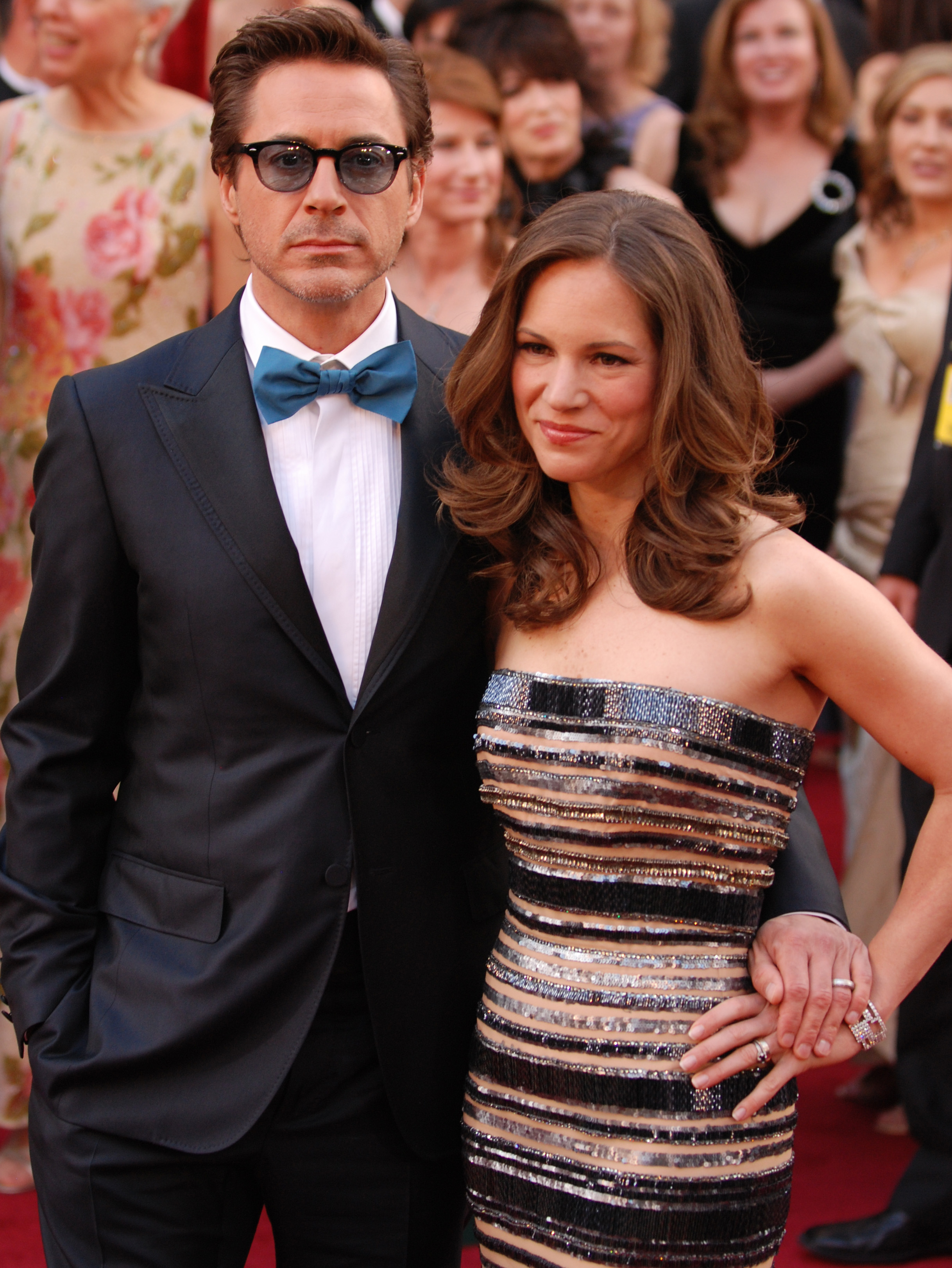
Avec Robert Downey Jr. lors de la des Oscars, mars 2010.

- 2002 : Le Vaisseau de l'angoisse (Ghost Ship) de Steve Beck
- 2002 : En sursis (Cradle 2 the Grave) de Andrzej Bartkowiak
- 2004 : Gothika, de Mathieu Kassovitz
- 2005 : La Maison de cire (House of Wax), de Jaume Collet-Serra
- 2005 : Kiss Kiss, Bang Bang de Shane Black
- 2007 : Les Châtiments (The Reaping), de Stephen Hopkins
- 2007 : Invasion (The Invasion) de Oliver Hirschbiegel
- 2008 : À vif (The Brave One) de Neil Jordan
- 2009 : Esther (Orphan), de Jaume Collet-Serra
- 2009 : Whiteout, de Dominic Sena
- 2009 : Sherlock Holmes, de Guy Ritchie
- 2010 : Le Livre d'Eli (The Book of Eli), des frères Hughes
- 2010 : Iron Man 2, de Jon Favreau
- 2010 : Date Limite (Due Date), de Todd Phillips
- 2010 : 48 heures chrono (The Factory) de Morgan O'Neill
- 2011 : Sherlock Holmes : Jeu d'ombres (Sherlock Holmes: A Game of Shadows) de Guy Ritchie
- 2014 : Le Juge (The Judge) de David Dobkin
- 2019 : Le Voyage du Docteur Dolittle (Dolittle) de Stephen Gaghan
- 2025 : Play Dirty de Shane Black

## Source
- (en) Cet article est partiellement ou en totalité issu de l’article de Wikipédia en anglais intitulé « Susan Downey » (voir la liste des auteurs).